# Kutîșce, Tlumaci
Kutîșce (în ucraineană Кутище) este localitatea de reședință a comunei Kutîșce din raionul Tlumaci, regiunea Ivano-Frankivsk, Ucraina.

## Demografie
Componența lingvistică a localității Kutîșce
     Ucraineană (99,74%)
     Alte limbi (0,27%)
Conform recensământului din 2001, majoritatea populației localității Kutîșce era vorbitoare de ucraineană (99,74%), existând în minoritate și vorbitori de alte limbi.